# Revolución Libertadora (Venezuela)
La Revolución Libertadora fue una guerra civil de Venezuela entre 1901 y 1903 en la que una coalición de caudillos regionales encabezados por el banquero Manuel Antonio Matos intentaron derrocar al gobierno de Cipriano Castro.

## Antecedentes
El mismo Cipriano Castro había llegado al poder en 1899 tras vencer en otra guerra civil, la Revolución Liberal Restauradora, en la que derrocó al presidente constitucional Ignacio Andrade estableciendo un gobierno llamado Restaurador. Desde entonces el nuevo gobierno se dedicó a iniciar un proyecto centralista, cancelar la deuda externa, modernizar las fuerzas armadas y se alió con los caudillos más influyentes del país pero debilitando con ello a muchos otros. Para ello utilizó el sistema de alianzas creado por Antonio Guzmán Blanco para imponer funcionarios del gobierno central en cada una de las regiones del país, ante esto muchos caudillos se vieron en la disyuntiva de por un lado apoyar el levantamiento o arriesgarse a quedar aislados y sin poder por estas reformas.
Los revolucionarios fueron financiados por banqueros caraqueños como los Matos, Boulton y Velutini que habían sido vejados por el presidente Castro, quien los obligó bajo amenaza de prisión a que le prestaran dinero al gobierno.[cita requerida] A lo largo de 1901 Castro logra sofocar insurrecciones producidas en los estados Bermúdez y Bolívar encabezadas por Pablo Guzmán, Horacio Ducharne y Alejandro Ducharne, Zoilo Vidal y otros. El conflicto se internacionaliza con la invasión del estado Táchira por una ofensiva colombiana en San Cristóbal encabezada por el general venezolano Carlos Rangel Garbiras, en represalia por el apoyo de Castro a los rebeldes liberales de Rafael Uribe Uribe, poco después ocurre la Batalla de Carazúa, todo en el contexto de la Guerra de los Mil Días.
En octubre se rebela el general Rafael Montilla (el Tigre de Guaitó) en el estado Lara pero será finalmente en el mes de diciembre en que se desata la revuelta armada general en todo el país, primero es el veterano general liberal Luciano Mendoza quien alza Aragua y Carabobo bautizando el movimiento como Revolución Libertadora que se formó por los diversos caudillos regionales, cada uno con la capacidad de movilizar y armar a masas de campesinos en montoneras. Castro reaccionó de inmediato y elevó el número de efectivos del llamado Ejército Activo comprando además armamento moderno y un gran número de buques de guerra y transporte.

## Revolución

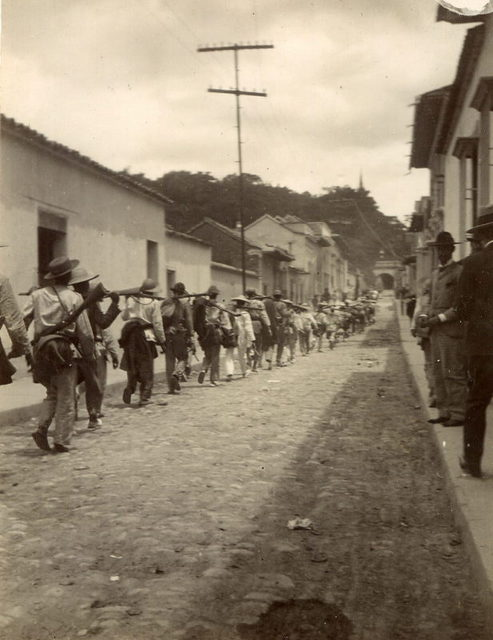
Soldados durante la Revolución Libertadora.

El líder principal del alzamiento, Manuel Antonio Matos, planeó y dirigió las operaciones iniciales desde la colonia británica de isla de Trinidad, logrando convencer a varios caudillos locales descontentos con el gobierno para sumarse a la lucha. Adicionalmente, varias empresas de capital extranjero que operaban en Venezuela se encontraban descontentas y habían sostenido litigios con diferentes gobiernos que databan prácticamente al inicio de sus actividades en Venezuela. La New York & Bermúdez Company, la Compañía del Cable Francés y el Ferrocarril Alemán entre otras habían entregado 150 mil dólares a Matos para financiar una revolución.
En diciembre de 1901 había comenzado los planes contra el presidente Castro cuando el canciller alemán Theodor Von Holleben dirige al secretario de Estado norteamericano, John Hay un pormenorizado informe, donde detallan una deuda de Venezuela con el banco "Disconto Gesellschaft" por 33 millones de bolívares, que el gobierno venezolano se niega a reconocer. Matos por su parte había comprado en Londres el buque "Ban Righ", que rebautizó con el nombre de "Libertador", así como armas y municiones. Finalmente en enero de 1902, zarpa de Port of Spain (Trinidad) y burlando la vigilancia de la armada nacional Matos desembarcó cerca de Coro, momento en que la guerra civil se extendió por todo el país.[cita requerida]

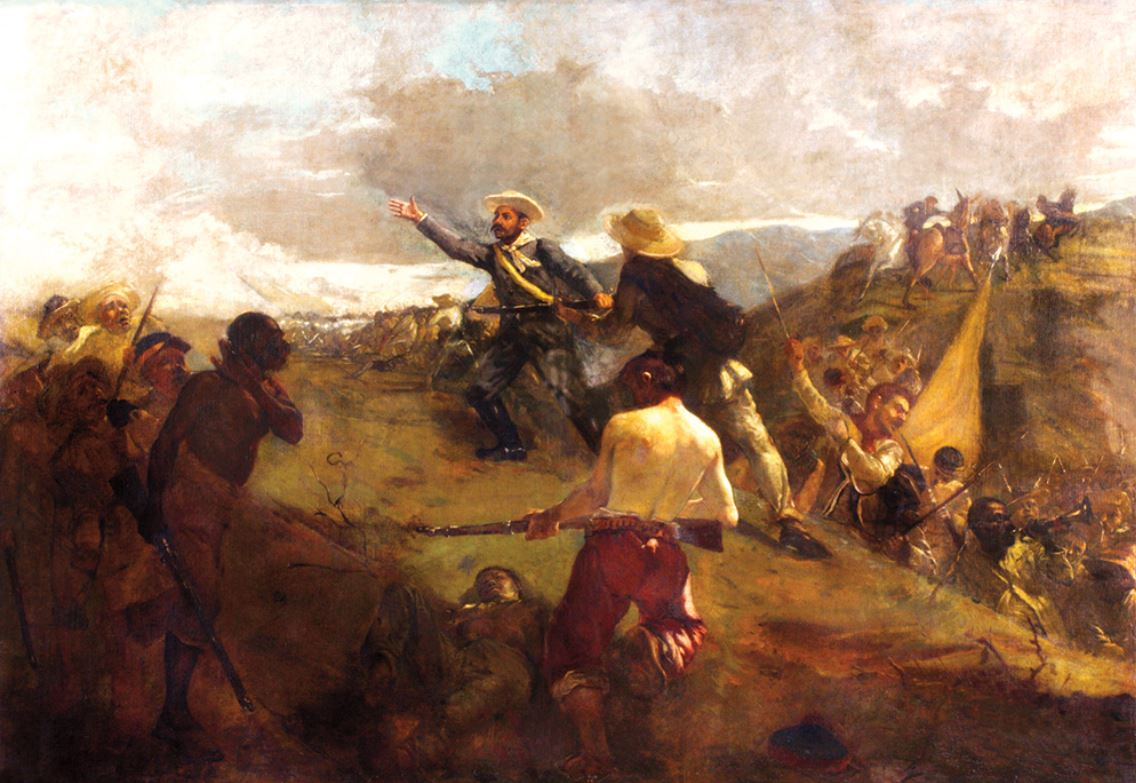
Batalla de La Victoria.

Matos también contó con un nutrido ejército rebelde fuertemente armado con el que pudo apoderarse de amplios territorios, para julio de 1902 solo quedaban en poder del gobierno de Castro los estados Miranda, Aragua y Carabobo en el centro del país; y los de Trujillo, Zulia, Mérida y Táchira en el occidente. Se libraron muchas batallas, la más importante fue el asedio de La Victoria en noviembre de 1902, Castro con 9.500 hombres trata de detener el avance de 14.000 de los revolucionarios que intentaban tomar Caracas por la fuerza.
A pesar de la desventaja, Castro contaba con recursos bélicos de extrema importancia, rifles de repetición Mauser y cañones Krupp de tiro rápido, los primeros del país, con las cuales sus hombres obtenían un mayor poder de fuego para romper el cerco. Después de un mes de combate los alzados derrotados por Castro se dividieron debido a las diferencias internas las que a la larga fueron la causa de su fracaso porque el gobierno castrista aprovechó su división para derrotar a cada caudillo por separado, reconquistando el territorio que habían ganado. Aun así quedaron algunos focos rebeldes activos, principalmente el general Nicolás Rolando en el centro y oriente de Venezuela. Las restantes fuerzas rebeldes fueron cazadas y desmanteladas progresivamente por Juan Vicente Gómez, desarmando a la revolución. Con la mayoría de los caudillos vencidos y su revolución prácticamente extinta, Matos decidió salir al exterior marchándose para Curazao.
Con la derrota de la Revolución en La Victoria los capitales internacionales decidieron pasar del funcionamiento opositor a la intervención directa, y de esta manera comenzaron a estrangular la economía nacional. El punto culminante fue el bloqueo naval de los puertos venezolanos, el 9 de diciembre de 1902, por parte de buques de guerra alemanes, ingleses e italianos, con el pretexto de obligar al gobierno a cumplir compromisos de deudas en especial la contraída por la construcción de la red ferroviaria por empresas alemanas y británicas. Ante la violencia de las acciones bélicas que sumen al país en una grave crisis internacional los rebeldes aprovechan la precaria situación del gobierno y el 29 de diciembre de 1902 Amábilis Solagnie y Luciano Mendoza atacan las posiciones del gobierno en Caja de Agua, cerca de Barquisimeto, donde expulsaron a las tropas de Leopoldo Baptista y Rafael González Pacheco. El presidente Castro solicita la intervención del presidente Roosevelt de los Estados Unidos como mediador en cumplimiento de la Doctrina Monroe obligando al retiro de las naves europeas según el Protocolo de Washington firmado el 13 de febrero de 1903.
En marzo de 1903 el presidente Castro envía un fuerte contingente naval y terrestre al mando del general Juan Vicente Gómez para someter a las fuerzas de Rolando atrincheradas en Ciudad Bolívar en la margen derecha del río Orinoco. Después de un largo asedio naval que deriva en el desembarque de tropas y la batalla de Ciudad Bolívar, el general Rolando se rinde junto a su estado mayor el 21 de julio de 1903 señalando el fin oficial de la guerra civil.

## Consecuencias

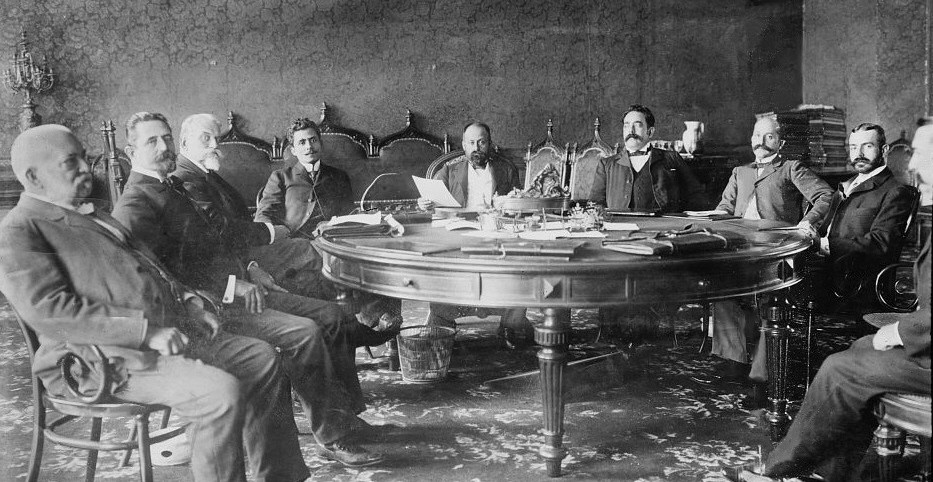
Cipriano Castro y su gabinete presidencial

La derrota de la Revolución Libertadora marcó el final del siglo XIX venezolano caracterizado por la inestabilidad política y las peleas entre caudillos, donde el método de llegar al poder era mediante la rebelión armada, y el final de la época de las grandes guerras civiles venezolanas, dando paso a una etapa de consolidación del gobierno central bajo la hegemonía de los andinos no sin antes enfrentarse, como nunca antes lo había hecho un presidente venezolano, con las potencias extranjeras modernas.

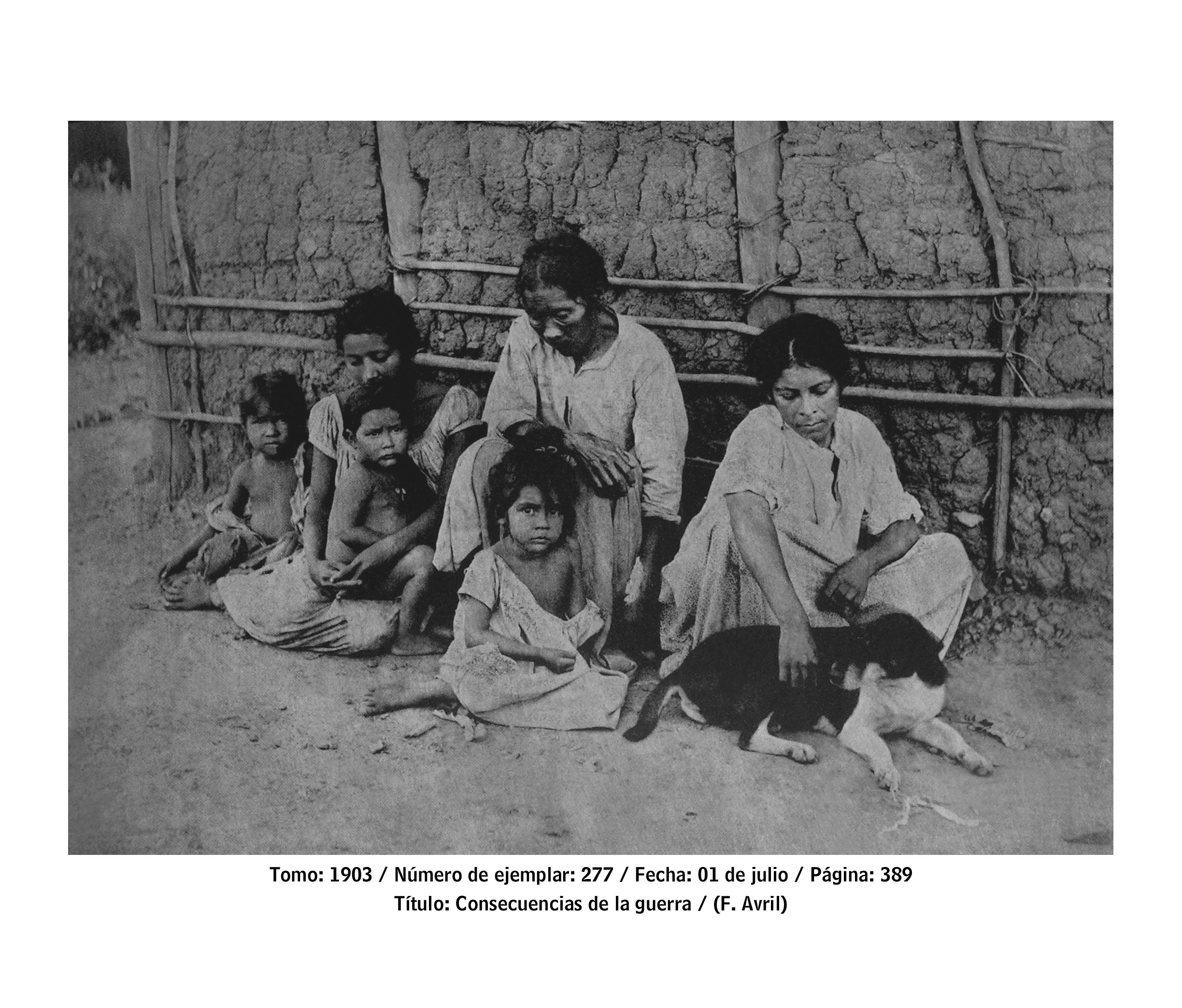
Consecuencias de la Guerra.

El llamado Ejército Restaurador Liberal se institucionalizó convirtiéndose en un efectivo y profesional Ejército Nacional a cargo de la seguridad de todo el territorio venezolano. La Marina de Guerra, tan devastada por el bloqueo naval de 1902 comenzó un largo proceso de modernización e incorporación de unidades a la flota.
La proclama “La Planta Insolente del Extranjero ha Profanado el Sagrado suelo de la Patria”, definió rotundamente una firme posición por parte de Cipriano Castro, la cual generó una reacción nacionalista en el país, tan importante que muchos de sus adversarios se le unieron en contra del bloqueo naval (por ejemplo: "El Mocho" Hernández, o pacifistas como José Gregorio Hernández), sumada a la significativa movilización popular y la simpatía latinoamericana, todo lo cual le ganó al mandatario venezolano una alta popularidad.
El respaldo latinoamericano que despertó la actitud de Castro se expresó en diferente formas: en la Escuela Militar de Chile colocaron su foto y los cadetes diariamente le hacían el saludo militar; el congreso del Perú asomó la posibilidad de convocar a una movilización en apoyo a Venezuela; el jurista Luis María Drago, canciller de Argentina, enunció la célebre Doctrina Drago, en la cual se catalogaba como inaceptable cualquier acción armada por parte de las potencias extranjeras en contra de los países latinoamericanos, para obligarle a cumplir con compromisos de pagos de las deudas internacionales.
En 1906 Castro castiga a las firmas internacionales involucradas en la Revolución Libertadora al punto que se rompen relaciones con Estados Unidos y luego con Francia y Holanda por diferencias de la deuda.